# Championnats du Belize de cyclisme sur route
Les championnats du Belize de cyclisme sur route sont les championnats nationaux de cyclisme sur route organisés par l'Association cycliste de Belize.

## Hommes

### Podiums de la course en ligne
| Année | Vainqueur          | Deuxième           | Troisième         |
| ----- | ------------------ | ------------------ | ----------------- |
| 2003  | Ariel Rosado       | Michael Lewis (en) | Mateo Cruz        |
| 2004  | Ernest Meighan     | Mateo Cruz         | Ian Smith         |
| 2005  | Shane Vasquez      | Giovanni Leslie    | Jose Choto        |
| 2006  | Marlon Castillo    | Ernest Meighan     | Jose Choto        |
| 2007  | Michael Lewis (en) | Edgar Arana        | Gregory Lovell    |
| 2008  | Gregory Lovell     | Brandon Cattouse   | Byron Pope        |
| 2009  | Marlon Castillo    | Gregory Lovell     | Edgar Arana       |
| 2010  | Leroy Casasola     | Giovanni Choto     | Arnidez Rivas     |
| 2011  | Byron Pope         | Giovanni Choto     | Shane Vasquez     |
| 2012  | Roger Troyer       | Jose Choto         | Peter Choto       |
| 2013  | Byron Pope         | Roger Troyer       | Edgar Arana       |
| 2014  | Edgar Arana        | Brandon Cattouse   | Giovanni Lovell   |
| 2015  | Giovanni Lovell    | Ron Vasquez        | Edgar Arana       |
| 2016  | Giovanni Lovell    | Edgar Arana        | Ron Vasquez       |
| 2017  | Edgar Arana        | Brandon Cattouse   | Ron Vasquez       |
| 2018  | Joslyn Chavarria   | Keion Robateau     | Giovanni Lovell   |
| 2019  | Ron Vasquez        | Gian Lino          | Fitzgerald Joseph |
| 2020  | Pas organisé       | Pas organisé       | Pas organisé      |
| 2021  | Justin Williams    | Oscar Quiroz       | Shawn Codd        |
| 2022  | Giovanni Lovell    | Jyven Gonzalez     | Eric Trapp        |
| 2023  | Cory Williams      | Justin Williams    | Shawn Codd        |
| 2024  | Cory Williams      | Derrick Chavarria  | Leon Leslie       |
| 2025  | Cory Williams      | Jyven Gonzalez     | Derrick Chavarria |

Multi-titrés
- 3 : Cory Williams,Giovanni Lovell
- 2 : Edgar Arana, Byron Pope, Marlon Castillo

### Podiums du contre-la-montre
| Année | Vainqueur       | Deuxième         | Troisième           |
| ----- | --------------- | ---------------- | ------------------- |
| 2009  | Marlon Castillo | Roger Troyer     | Keith Enwright      |
| 2010  | Byron Pope      | Brandon Cattouse | Shane Vasquez       |
| 2011  | Byron Pope      | Brandon Cattouse | Gregory Lovell      |
| 2012  | Byron Pope      | Herman Requeña   | Allen Castillo      |
| 2013  | Edgar Arana     | Byron Pope       | Allen Castillo      |
| 2014  | Edgar Arana     | Joel Borland     | Giovanni Lovell     |
| 2015  | Giovanni Lovell | Joel Borland     | Byron Pope          |
| 2016  | Joel Borland    | Giovanni Lovell  | Tarique Flowers     |
| 2017  | Tarique Flowers | Edgar Arana      | Giovanni Lovell     |
| 2018  | Giovanni Lovell | Edgar Arana      | Keion Robateau      |
| 2019  | Oscar Quiroz    | Edgar Arana      | Robert Liam Stewart |
| 2020  | Pas organisé    | Pas organisé     | Pas organisé        |
| 2021  | Oscar Quiroz    | Eric Trapp       | Joshua Fuller       |
| 2022  | Oscar Quiroz    | Giovanni Lovell  | Robert Liam Stewart |
| 2023  | Oscar Quiroz    | Shawn Codd       | Patrick Williams    |
| 2024  | Cory Williams   | Oscar Quiroz     | Robert Liam Stewart |
| 2025  | Cory Williams   | Jyven Gonzalez   | Derrick Chavarria   |

Multi-titrés
- 4 : Oscar Quiroz
- 3 : Byron Pope
- 2 : Cory Williams, Giovanni Lovell

## Femmes

### Podiums de la course en ligne
| Année | Vainqueur         | Deuxième           | Troisième          |
| ----- | ----------------- | ------------------ | ------------------ |
| 2007  | Marinette Flowers | Shalini Zabaneh    | Jamielee Usher     |
| 2008  | Shalini Zabaneh   | Alicia Thompson    | Anthea Sutherland  |
| 2009  | Shalini Zabaneh   | Jamielee Usher     | Alicia Thompson    |
| 2010  | Shalini Zabaneh   | Alicia Thompson    | Anthea Sutherland  |
| 2011  | Shalini Zabaneh   | Patricia Chavarria | Jane Usher         |
| 2012  | Shalini Zabaneh   | Patricia Chavarria | Iris Centeno       |
| 2013  | Shalini Zabaneh   | Patricia Chavarria |                    |
| 2014  | Shalini Zabaneh   | Patricia Chavarria | Kaya Cattouse      |
| 2015  | Shalini Zabaneh   | Kaya Cattouse      | Alicia Thompson    |
| 2016  | Kaya Cattouse     | Patricia Chavarria | Gina Lovell        |
| 2017  | Taralee Ordonez   | Kaya Cattouse      | Alicia Thompson    |
| 2018  | Alicia Thompson   | Kaya Cattouse      | Kaylinn Gillett    |
| 2019  | Kaya Cattouse     | Nicole Gallego     | Taralee Ordonez    |
| 2021  | Alicia Thompson   | Kaya Cattouse      | Nicole Gallego     |
| 2022  |                   |                    |                    |
| 2023  | Kaya Cattouse     | Paulita Chavarria  | Patricia Chavarria |
| 2024  | Kaya Cattouse     |                    |                    |

### Podiums du contre-la-montre
| Année | Vainqueur          | Deuxième           | Troisième          |
| ----- | ------------------ | ------------------ | ------------------ |
| 2009  | Shalini Zabaneh    | Jane Usher         |                    |
| 2010  | Shalini Zabaneh    | Alicia Thompson    | Anthea Sutherland  |
| 2011  | Shalini Zabaneh    | Patricia Chavarria | Jaimala Requena    |
| 2012  | Shalini Zabaneh    | Patricia Chavarria | Iris Centeno       |
| 2013  | Shalini Zabaneh    |                    |                    |
| 2014  | Kaya Cattouse      | Patricia Chavarria | Alicia Thompson    |
| 2015  | Alicia Thompson    | Kaya Cattouse      |                    |
| 2016  | Alicia Thompson    | Kaya Cattouse      | Patricia Chavarria |
| 2017  | Alicia Thompson    | Kaya Cattouse      | Taralee Ordonez    |
| 2018  | Kaya Cattouse      | Alicia Thompson    | Taralee Ordonez    |
| 2019  | Kaya Cattouse      | Nicole Gallego     | Alicia Thompson    |
| 2021  | Nicole Gallego     | Kaya Cattouse      | Alicia Thompson    |
| 2022  |                    |                    |                    |
| 2023  | Patricia Chavarria |                    |                    |
| 2024  | Kaya Cattouse      |                    |                    |

## Espoirs Hommes

### Podiums de la course en ligne
| Année | Vainqueur         | Deuxième          | Troisième         |
| ----- | ----------------- | ----------------- | ----------------- |
| 2010  | Giovanni Choto    | Byron Pope        | Peter Choto       |
| 2011  | Byron Pope        | Jairo Campos      | Kyne Gentle       |
| 2012  | Peter Choto       |                   |                   |
| 2013  | Geon Hanson       | Erwin Middleton   | Joel Borland      |
| 2014  | Giovanni Lovell   | Joel Borland      | Erwin Middleton   |
| 2015  | Giovanni Lovell   | Joel Borland      | Joslyn Chavarria  |
| 2016  | Giovanni Lovell   | Joslyn Chavarria  | Tarique Flowers   |
| 2017  | Giovanni Lovell   | Tarique Flowers   | Shane Jones       |
| 2018  | Keion Robateau    | Shane Jones       | Tarique Flowers   |
| 2019  | Gian Lino         | Anthony Rosado    | Ernest Bradley    |
| 2020  | Pas organisé      | Pas organisé      | Pas organisé      |
| 2021  | Shawn Codd        | Eric Trapp        | Gian Lino         |
| 2022  | Jyven Gonzalez    | Eric Trapp        | Derrick Chavarria |
| 2023  | Henry Li          | Derrick Chavarria | Jyven Gonzalez    |
| 2024  | Derrick Chavarria | Leon Leslie       | Goran Gabourel    |
| 2025  | Derrick Chavarria | Jaylen Briceno    | Delton Rojas      |

### Podiums du contre-la-montre
| Année | Vainqueur         | Deuxième        | Troisième       |
| ----- | ----------------- | --------------- | --------------- |
| 2009  | Byron Pope        | Giovanni Choto  | Darnell Barrow  |
| 2015  | Giovanni Lovell   | Zahir Figueroa  | Delon Gentle    |
| 2016  | Joel Borland      | Giovanni Lovell | Tarique Flowers |
| 2017  | Tarique Flowers   | Giovanni Lovell | Shane Jones     |
| 2018  | Keion Robateau    | Shane Jones     | Joshua Fuller   |
| 2019  | Gian Lino         | Darien Anderson | Shane Jones     |
| 2020  | Pas organisé      | Pas organisé    | Pas organisé    |
| 2021  | Eric Trapp        | Joshua Fuller   | Jyven Gonzalez  |
| 2022  | Derrick Chavarria | Eric Trapp      | Henry Li        |
| 2023  | Derrick Chavarria | Henry Li        | Eric Trapp      |
| 2024  | Eric Trapp        | Jyven Gonalez   | Goran Gabourel  |
| 2025  | Derrick Chavarria | Jaylen Briceno  | Delton Rojas    |

## Juniors Hommes

### Podiums de la course en ligne
| Année | Vainqueur          | Deuxième         | Troisième          |
| ----- | ------------------ | ---------------- | ------------------ |
| 2004  | Marlon Castillo    |                  |                    |
| 2005  | Marlon Castillo    | Giovanni Choto   | Keron Fernandez    |
| 2006  | Darnell Barrow     | Peter Choto      | Byron Pope         |
| 2007  | Allen Castillo     | Geon Hanson      | Rodrigo Lieva      |
| 2008  | Ernest Wade        | David Henderson  | George Abraham Jr. |
| 2009  | Richard Vernon     | Allan Moore      | Tariq Cano         |
| 2010  | Eduar Burns        | Kristofer Chuc   | Bernard Trapp      |
| 2011  | Juan Umana Horis   | Austin Armstrong | Adrian Lineras     |
| 2012  | Oscar Quiroz       | Aiden Juan       | Michael Wagner     |
| 2013  | Oscar Quiroz       | Aiden Juan       | Tarique Flowers    |
| 2014  | Zahir Figueroa     |                  |                    |
| 2015  | Yan Cattouse       | Ernest Bradley   | Shane Jones        |
| 2016  | Ernest Banner      | Juhawi Ysaguirre | Kaydine Pinello    |
| 2017  | Juhawi Ysaguirre   | Wilhem Coye      | Shaun Codd         |
| 2018  | Henry Li           | Gian Lino        | Patrick Williams   |
| 2019  | Mairon Munoz       | Shervin Budna    | Brian Mangar       |
| 2020  | Pas organisé       | Pas organisé     | Pas organisé       |
| 2021  | Derrick Chavarria  | Renan Codd       | Tyler Tejeda       |
| 2022  | Goran Gabourel     | Delton Rojas     | Ramon Codd         |
| 2023  | Benito Gutierrez   | Jamal Murray     | Jalen Briceno      |
| 2024  | Jaylen Briceno     | Richard Rosado   | Tamron Morris      |
| 2025  | Keith Enwright Jr. | Devyn Major      | Jamaal Tablada     |

Multi-titrés
- 2 : Marlon Castillo, Oscar Quiroz

### Podiums du contre-la-montre
| Année | Vainqueur          | Deuxième           | Troisième            |
| ----- | ------------------ | ------------------ | -------------------- |
| 2009  | Geon Hanson        | Austin Armstrong   | Kyle Gentle          |
| 2010  | Daniel Choto       | Austin Armstrong   | Melvin Tillett       |
| 2011  | Joel Borland       | Juan Umana Horis   | Christopher Sandoval |
| 2012  | ?                  | ?                  | ?                    |
| 2013  | Giovanni Lovell    | Zahir Figueroa     | Delon Gentle         |
| 2014  | Zahir Figueroa     | Delon Gentle       | Keion Robateau       |
| 2015  | Patrick Williams   | Anthony Marin      | Darien Anderson      |
| 2016  | Kaydine Pinello    | Ernest Bradley     | Anthony Marin        |
| 2017  | Patrick Williams   | Gian Lino          | Darnell Augustine    |
| 2018  | Gian Lino          | Eric Trapp         | Mairon Munoz         |
| 2019  | Eric Trapp         | Derrick Chavarria  | Mairon Munoz         |
| 2020  | Pas organisé       | Pas organisé       | Pas organisé         |
| 2021  | Goran Gabourel     | Derrick Chavarria  | Renan Codd           |
| 2022  | Goran Gabourel     | Delton Rojas       | Jaylen Briceno       |
| 2023  | Delton Rojas       | Tyler Tejeda       | Jaylen Briceno       |
| 2024  | Jaylen Briceno     | Enan Valerio       | Keith Enwright Jr.   |
| 2025  | Ahmaad Cherrington | Keith Enwright Jr. | Devyn Major          |

Multi-titrés
- 2 : Patrick Williams, Goran Gabourel